# Robert-Pol Dupuy
 (mars 2013).
Si vous disposez d'ouvrages ou d'articles de référence ou si vous connaissez des sites web de qualité traitant du thème abordé ici, merci de compléter l'article en donnant les références utiles à sa vérifiabilité et en les liant à la section « Notes et références ».
Robert-Pol Dupuy, né le 22 octobre 1903 à Lissey (Meuse) et mort le 8 avril 1973 à l'âge de 69 ans, est un général de brigade, commandant militaire de l'Élysée de 1959 à 1963 et l'un des bras droit du général Charles de Gaulle.

## Biographie
Il s'engage à Metz parmi les chasseurs à pied au 8e B.C.P, il passe le concours dans une école militaire de l'infanterie et des chars située à Saint-Maixent et devient sous-lieutenant en 1929.
En 1931, il est incorporé à l'école d'application de la gendarmerie de Versailles. Devenu capitaine le 25 mars 1937, il est affecté par la suite comme commandant de peloton à la 7e compagnie de Briey.
Après la capitulation du 22 juin 1940, il se replie en région parisienne au fort de Montrouge et est affecté aux forces de gendarmerie de Seine-et-Oise le 1er novembre 1940 à Satory puis est promu commandement des réserves de la gendarmerie au camp militaire de Satory après dissolution le 1er janvier 1941.
Tentant de rejoindre la résistance du général de Gaulle à Londres, plusieurs de ses tentatives échouent. De ce fait, il commande un réseau de résistance à Satory où il s'occupe de la zone Sud et Ouest. Il entre finalement à l'OCM en 1943. Il est convoqué par la suite à Vichy mais n'avoue rien sur ces activités. Il est alors incarcéré à Évaux-les-Bains mais tente de s'évader à la fin de l'année 1943 à l'aide d'une équipe de résistants de Limoges et Toulouse et de quelques gendarmes de Satory dont le futur chauffeur attitré du général de Gaulle Francis Marroux.
Malgré l'échec de l'opération, il a le temps de passer ses consignes et les prisonniers d'Évaux pourront se libérer début juin 1944. Il est muté au camp de Nexon pour soupçon de tentative d'évasion mais parvient par la suite à s'évader à la mi-juin 1944. Par la suite, il participe à la libération de la zone de Royan jusqu'au 15 janvier 1945.
Après la guerre, en décembre 1947, il est désigné pour prendre le commandement d'un groupe de la 3e Légion de Garde Républicaine de marche en Extrême-Orient. Il va y effectuer deux séjours lors de la guerre d'Indochine et d'Algérie :
- Le 25 février 1950, il commande la 3e Légion de Marche où il est promu lieutenant-colonel le 1er avril 1950. De retour d'Indochine en mars 1953, il est affecté au commandement de la 6e légion bis de gendarmerie mobile de Verdun.
- En 1954, il commande la gendarmerie mobile à Constantine. Il y est promu colonel le 1er mai 1955.

Enfin, en 1957, il est nommé colonel de la Garde mobile à Verdun et commandant d'armes de la place.
Le 9 janvier 1959, Charles de Gaulle l'appelle à l'Élysée pour un poste de commandant militaire de l'Élysée, qu'il garde jusqu'au 31 juillet 1963, date à laquelle il se retire à Lissey.
Toast du général De Gaulle au général Dupuy à l'Élysée le 20 juillet 1963 :
"le général DUPUY va nous quitter. Je tiens à dire notre profond regret de le voir partir et à saisir cette occasion de lui exprimer avec quelque solennité toute l'estime très profonde que nous avons pour lui.
Il part après de beaux, de longs services rendus tout au long de sa carrière et d'une carrière dans une arme où l'on sait ce que c'est que servir. Tout ce qu'il a fait ici ne sera pas oublié. Il a résumé lui-même excellemment son action ici en disant qu'il y avait "assuré l'ordre". Il l'a assuré, en effet, au sens le plus élevé de cette mission en veillant que tout fut toujours exécuté au moment et de la manière qu'il fallait. Cela, dans des circonstances graves parfois et de façon méritoire.
En dehors de ces moments critiques, il a assuré ici, tout ce qui devait l'être, en particulier les cérémonies, les réceptions dont son commandement a fait en sorte que tout se déroula de la meilleure manière.
Mon Cher DUPUY, vous connaissez les Chefs d'État du Monde entier et ils vous connaissent; ils se souviennent que, grâce à vous, tout était fait pour eux, ici, comme il convenait.
Vous allez donc vous retirer. Mais, toujours actif, vous vous appartiendrez davantage que cela ne vous a été possible jusqu'à présent.
Pour vous exprimer la plus haute estime et la très sincère amitié dans lesquels nous vous tenons, et moi-même en particulier, je demande à tous la permission de lever mon verre en votre honneur, mon Général, et en l'honneur de Madame DUPUY à la bonne grâce et à la bienveillance de laquelle nous n'avons cessé d'être sensibles durant toutes ces années.
À travers vous, permettez-moi de rendre témoignage à tout ce que vous fûtes: un bon soldat, de très grande qualité, et à la Gendarmerie française."